# Begonia rubellina
Begonia rubellina là một loài thực vật có hoa trong họ Thu hải đường. Loài này được L.H. Bailey mô tả khoa học đầu tiên năm 1923.